# Thanh Thủy (thị trấn)
Thanh Thủy là thị trấn huyện lỵ của huyện Thanh Thủy, tỉnh Phú Thọ, Việt Nam.

## Địa lý
Thị trấn Thanh Thủy có diện tích 9,24 km², dân số năm 2017 là 6.462 người, mật độ dân số đạt 554 người/km².

## Lịch sử
Thị trấn Thanh Thủy được thành lập vào năm 2010 trên cơ sở toàn bộ diện tích và dân số của xã La Phù, là thị trấn huyện lỵ của huyện Thanh Thủy.